# Эффект Казимира

Сила Казимира между двумя параллельными пластинами в вакууме.

Эффе́кт Ка́зимира (эффект Казимира — Полдера) — эффект, заключающийся во взаимном притяжении проводящих незаряженных тел под действием квантовых флуктуаций в вакууме. Чаще всего речь идёт о двух параллельных незаряженных зеркальных поверхностях, размещённых на близком расстоянии, однако эффект Казимира существует и при более сложных геометриях.
Для оптически анизотропных тел также возможно возникновение крутящего момента Казимира, зависящего от взаимной ориентации главных оптических осей этих тел.
Причиной эффекта Казимира являются энергетические колебания физического вакуума из-за постоянного рождения и исчезновения в нём виртуальных частиц. Эффект был предсказан голландским физиком Хендриком Казимиром (Hendrik Casimir, 1909—2000) в 1948 году, а позднее в 1957 году был подтверждён экспериментально.

## Суть эффекта
Согласно квантовой теории поля, физический вакуум представляет собой не абсолютную пустоту. В нём постоянно рождаются и исчезают па́ры виртуальных частиц и античастиц — происходят постоянные колебания (флуктуации) связанных с этими частицами полей. В частности, происходят колебания связанного с фотонами электромагнитного поля. В вакууме рождаются и исчезают виртуальные фотоны, соответствующие всем длинам волн электромагнитного спектра.
Для внесения в вакуум макроскопических тел, даже не имеющих заряда, необходимо выполнить определённую работу, которая требуется для изменения граничных условий для поля вакуумных флуктуаций. Модуль этой работы равен разнице в энергиях нулевых колебаний вакуума в отсутствие и в присутствие тел.
Например, в пространстве между близко расположенными зеркальными поверхностями граничные условия для поля флуктуаций по сравнению с вакуумом без тел меняются следующим образом. На определённых резонансных длинах (целое или полуцелое число раз укладывающихся между поверхностями) электромагнитные волны усиливаются. На всех остальных длинах, которых больше, напротив, эти волны подавляются (то есть подавляется рождение соответствующих виртуальных фотонов). Происходит это вследствие того, что в пространстве между пластинами могут существовать только стоячие волны, амплитуда которых на пластинах равна нулю. В результате давление виртуальных фотонов изнутри на две поверхности оказывается меньше, чем давление на них извне, где рождение фотонов ничем не ограничено. Чем ближе друг к другу поверхности, тем меньше длин волн между ними оказывается в резонансе и больше — оказывается подавленными. Такое состояние вакуума в литературе иногда называется вакуумом Казимира. Как следствие, растёт сила притяжения между поверхностями.
Явление можно образно описать как «отрицательное давление», когда вакуум лишён не только обычных, но и части виртуальных частиц, то есть «откачали всё и ещё чуть-чуть». С этим явлением связан также эффект Шарнхорста.

### Аналогия
Явление присасывания кораблей сходно с эффектом Казимира и наблюдалось ещё в XVIII веке французскими моряками. Когда два корабля, раскачивающиеся из стороны в сторону в условиях сильного волнения, но слабого ветра, оказывались на расстоянии примерно 40 метров и менее, то в результате интерференции волн в пространстве между кораблями прекращалось волнение. Спокойное море между кораблями создавало меньшее давление, чем волнующееся с внешних бортов кораблей. В результате возникала сила, стремящаяся столкнуть корабли бортами. В качестве контрмеры руководство по мореплаванию начала 1800-х годов рекомендовало обоим кораблям послать по шлюпке с 10—20 моряками, чтобы растолкать корабли. За счёт такого эффекта (в числе прочих) сегодня в океане образуются мусорные острова.
Также эффект напоминает кинетическую теорию гравитации Лесажа, заключающуюся в сталкивании тел друг с другом под давлением неких гипотетических частиц.

## Величина силы Казимира
Сила притяжения, действующая на единицу площади {\displaystyle F_{c}/A} для двух параллельных идеальных зеркальных поверхностей, находящихся в абсолютном вакууме, составляет
{\displaystyle {\frac {F_{c}}{A}}={\frac {\hbar c\pi ^{2}}{240d^{4}}},}
где
{\displaystyle \hbar } — приведённая постоянная Планка,
{\displaystyle c} — скорость света в вакууме,
{\displaystyle d} — расстояние между поверхностями.
Отсюда видно, что сила Казимира крайне мала. Расстояние, на котором она начинает быть сколько-нибудь заметной, составляет порядка нескольких микрометров. Однако, будучи обратно пропорциональной 4-й степени расстояния, она очень быстро растёт с уменьшением последнего. На расстояниях порядка 10 нм — сотни размеров типичного атома — давление, создаваемое эффектом Казимира, оказывается сравнимым с атмосферным.
В случае более сложной геометрии (например, взаимодействия сферы и плоскости или взаимодействия более сложных объектов) численное значение и знак коэффициента меняется, таким образом сила Казимира может быть как силой притяжения, так и силой отталкивания.
Несмотря на то, что в формуле для силы Казимира отсутствует постоянная тонкой структуры {\displaystyle \alpha } — основная характеристика электромагнитного взаимодействия, — этот эффект, тем не менее, имеет электромагнитное происхождение. Как показано в заметке, при учёте конечной проводимости пластин появляется зависимость от {\displaystyle \alpha }, а стандартное выражение для силы появляется в предельном случае {\displaystyle \alpha \gg mc/4\pi \hbar nd^{4}}, где {\displaystyle n} — плотность электронов в пластинке.

### Графен
Эффект Казимира определяет взаимодействие любых электрически нейтральных объектов на малых расстояниях (порядка микрометра и меньше). В случае реалистичных материалов величина взаимодействия обусловливается объёмными свойствами материала (диэлектрическая проницаемость в случае диэлектриков, проводимость для металлов). Однако расчёты показывают, что и для моноатомных слоёв графена сила Казимира может быть сравнительно велика, а наблюдение эффекта может быть доступно экспериментально.

## История открытия
Хендрик Казимир работал в Philips Research Laboratories в Нидерландах, занимаясь изучением коллоидных растворов — вязких веществ, имеющих в своём составе частички микрометровых размеров. Один из его коллег, Тео Овербек (Theo Overbeek), обнаружил, что поведение коллоидных растворов не вполне согласуется с существующей теорией, и попросил Казимира исследовать эту проблему. Вскоре Казимир пришёл к выводу, что отклонения от предсказываемого теорией поведения может быть объяснено, если учитывать влияние флуктуаций вакуума на межмолекулярные взаимодействия. Это и натолкнуло его на вопрос, какое воздействие могут оказать флуктуации вакуума на две параллельные зеркальные поверхности, и привело к знаменитому предсказанию о существовании между последними притягивающей силы.

## Экспериментальное обнаружение
Когда в 1948 году Казимир сделал своё предсказание, несовершенство существовавших технологий и крайняя слабость самого́ эффекта делали его экспериментальную проверку чрезвычайно трудной задачей. Один из первых экспериментов провёл в 1958 году Маркус Спаарней (Marcus Spaarnay) из центра Philips в Эйндховене. Спаарней пришёл к выводу, что его результаты «не противоречат теоретическим предсказаниям Казимира». В 1997 году началась серия гораздо более точных экспериментов, в которых было установлено соответствие между наблюдаемыми результатами и теорией с точностью более 99 %.
В 2011 году группа учёных из технологического университета Чалмерса подтвердила динамический эффект Казимира. В эксперименте благодаря модификации СКВИДа учёные получили подобие зеркала, которое под воздействием магнитного поля колебалось со скоростью около 5 % от световой. Этого оказалось достаточно для того, чтобы наблюдать динамический эффект Казимира: СКВИД испускал поток микроволновых фотонов, причём их частота была равна половине частоты колебаний «зеркала». Именно такой эффект предсказывала квантовая теория.
В 2012 году группа исследователей из Флоридского университета сконструировала первую микросхему для измерения силы Казимира между электродом и кремниевой пластиной толщиной 1,42 нм при комнатной температуре. Устройство работает в автоматическом режиме и снабжено приводом, который регулирует расстояние между пластинами от 1,92 нм до 260 нм, соблюдая параллельность. Результаты измерений довольно точно совпадают с теоретически рассчитанными значениями. Данный эксперимент показывает, что на данных расстояниях сила Казимира может быть основной силой взаимодействия между пластинами.
В 2015 году удалось экспериментально обнаружить и измерить крутящий момент Казимира.

## Современные исследования эффекта Казимира
- эффект Казимира для диэлектриков
- эффект Казимира при ненулевой температуре
- связь эффекта Казимира и иных эффектов или разделов физики (связь с геометрической оптикой, декогеренцией, полимерной физикой)
- динамический эффект Казимира
- учёт эффекта Казимира при разработке высокочувствительных МЭМС-устройств.

## Применение
К 2018 году российско-германской группой физиков (В. М. Мостепаненко, Г. Л. Климчицкая, В. М. Петров и руководимая Тео Чуди группа из Дармштадта) разработана теоретическая и экспериментальная схема миниатюрного квантового оптического прерывателя для лазерных лучей на основе эффекта Казимира, в котором сила Казимира уравновешивается давлением света.

## В культуре
Довольно подробно эффект Казимира описывается в научно-фантастической книге Артура Кларка «Свет иных дней», где он используется для создания двух парных червоточин в пространстве-времени и передачи через них информации.